# Кадиров Синавер Арифович
Кади́ров Сінаве́р Ари́фович (нар. 27 грудня 1954, Самарканд, СРСР) — кримськотатарський громадський активіст, один з лідерів правозахисної організації «Азатлик», політв'язень часів СРСР. Колишній член Меджлісу кримськотатарського народу. Делегат Курултаю II-V скликань.

## Життєпис
Сінавер Кадиров народився у Самарканді. Закінчив Ташкентський державний педагогічний інститут за спеціальністю «Викладач кримськотатарської мови та літератури». У 1984–1985 роках брав активну участь у створенні підпільного кримськотатарського часопису «Къасевет», що таємно поширювався містами Узбецької РСР та Краснодарського краю, через що був заарештований разом з Решатом Аблаєвим. Арешт відбувся 12 грудня 1985 року. Вирок оголосили в березні 1986 року по статті 191-4 УК УзбСРР. Відбував покарання у Якутії.
У шлюбі з дружиною на ім'я Емінє виховує сина Сеїт-Бекіра.
Незмінно входив до складу Меджлісу кримськотатарського народу протягом 1991-2013 років. Був делегатом Курултаю II, III, IV та V скликань, обирався головою Центральної виборчої комісії.
23 січня 2015 року, під час окупації Криму Росією, був затриманий російськими прикордонниками під час спроби виїхати з українським паспортом на материкову Україну, звідки він мав вирушити до Стамбулу на медичне обслідування. Двох інших представників Меджліса, Ескендера Барієва та Абмеджита Сулейманова, після декількох годин з'ясування обставин було відпущено. Кадирова ж доправили до Армянська, де місцевий суд того ж дня виніс рішення, згідно з яким кримськотатарський активіст мав сплатити штраф у розмірі двох тисяч рублів та залишити Крим без права повернення.